# 질소고정효소
질소고정효소(窒素固定酵素, 영어: nitrogenase) (EC 1.18.6.1)는 남세균 및 근권세균과 같은 특정 세균에 의해 생성되는 효소이다. 질소고정효소는 질소(N2)를 암모니아(NH3)로 환원시키는 반응을 촉매한다. 질소고정효소는 질소고정 과정의 핵심 단계인 이 반응을 촉매하는 것으로 알려진 유일한 효소군(群)이다. 질소고정은 모든 형태의 생명체에 필요한 질소를 공급하며, 질소는 식물, 동물 및 기타 생명체를 구성하는 분자들(뉴클레오타이드, 아미노산)의 생합성에 필수적이다. 질소고정효소는 Nif 유전자 또는 그 상동 유전자에 의해 암호화된다. 질소고정효소는 원엽록소 환원효소와 관련이 있다.

## 같이 보기
- 질소고정
- 균일 촉매를 이용한 생물학적 질소고정